# Гупалов, Виктор Кириллович
Виктор Кириллович Гупалов (20 февраля 1936, Алексеевка, КазАССР — 11 мая 2020, Красноярск) — советский хозяйственный, государственный и политический деятель. Герой Социалистического Труда. Заслуженный машиностроитель СССР (10 февраля 1986).

## Биография
Родился в 1936 году в селе Алексеевка (ныне — Маркаколь в Курчумском районе Восточно-Казахстанской области Казахстана). Член КПСС.
В 1960 г. окончил Томский политехнический институт им. С. М. Кирова, специальность «инженер-механик по оборудованию технологии сварочного производства».
- 1960—1964 мастер, старший мастер, заместитель начальника цеха завода № 1001 Госкомитета Совета Министров СССР по оборонной технике (Красноярский край).
- 1964—1969 начальник цеха Красноярский машиностроительный завод им. В. И. Ленина Министерства общего машиностроения.
- 1969—1970 и. о. начальника отраслевого производства Красноярского машиностроительного завода им. В. И. Ленина Министерства общего машиностроения.
- 1970—1975 главный инженер — заместитель директора Красноярского машиностроительного завода им. В. И. Ленина.
- 1975—1985 директор Красноярского машиностроительного завода им. В. И. Ленина.
- 1985—1992 генеральный директор производственного объединения «Красноярский машиностроительный завод» Министерства общего машиностроения.
- 01.1992 — 10.1992. генеральный директор концерна «Красмаш».
- с октября 1992 по 2005 г. — генеральный директор государственного предприятия «Красноярский машиностроительный завод».

Кандидат технических наук. Профессор Сибирского Государственного Аэрокосмического университета.
Указом Президиума Верховного Совета СССР от 14 июля 1982 года присвоено звание Героя Социалистического Труда с вручением ордена Ленина и золотой медали «Серп и Молот». Награждён орденами Ленина (1976), Трудового Красного Знамени (1971), «За заслуги перед Отечеством» IV степени (2003). Лауреат Государственной премии СССР (1974). Заслуженный машиностроитель СССР (1986) — был удостоен этой награды первым. Почетный гражданин Красноярска (2002).
Был женат, дочь Светлана, сын Кирилл.
Умер 11 мая 2020 года от инсульта.